# .tv
.tv este un domeniu de internet de nivel superior, pentru Tuvalu (ccTLD).